# Twins (grupo)
Twins é um dueto de Hong Kong com estilo musical Cantopop, o dueto foi criado no verão de 2001 pela Emperor Entertainment Group (EEG). Twins é feita por duas mulheres, Charlene Choi e a Gillian Chung. Elas são um grupo popular em Hong Kong e uma banda de topo na China. Sua fanbase esta situada em Taiwan, Japão, Singapura, Tailândia, Malásia, Canadá, Austrália, EUA, Vietnã e nas Filipinas. Suas músicas tem geralmente como alvo principal os jovens adolescentes, mas em 2004 elas começaram a atrair grande audiências por ventura em diferentes estilos de musicais. Em Fevereiro de 2008 o duo separou-se temporariamente depois do escândalo da foto de Edison Chen evolvendo Gillian Chung. Depois de dois anos o grupo reuniu-se finalmente em 2010.
Desde 2001, o grupo publicou doze álbuns no estúdio em Cantonês, 4 álbuns nos estúdio em Mandarim, cinco álbuns de compilados e quatro álbuns ao vivo. A maioria de suas músicas alcançam o top de muitas cartas musicais.

## História

### 2001–2003: Estréia e o primeiro álbum
Gillian Chung também tinha trabalhado de meio expediente como modelo (profissão) durando um de seus verões de férias em Hong Kong. Similar a sua parceira, Charlene Choi que também foi modelo a meio expediente que teve aparições em vários anúncios. Ela tornou-se famosa depois da sua participação no programa de televisão da RTHK Y2K. Both caught the attention of EEG manager Mani Fok (霍汶希). Subsequentemente elas fizeram uma audiência para formar um dueto conhecido com "Twins". Ela inicialmente colaboraram com a MSN para fazer páginas pessoais. Twins com sinal para Emperor Entertainment Group e em Agosto de 2001, elas tornaram público a sua estréia EP Twins (AVEP) com seu singles "Open Love, Secret Love, Tutoring Institute". O EP continha 3 Videoclipes e 6 músicas. ItIsto rendeu o disco de platina na sua primeira semana de venda. Em Novembro, Twins publicou seu segundo EP Twins' Love a qual continha 8 músicas e 1 videoclipe,  a música principal fofo, "Slam Drunking Love". Em Janeiro de 2002, Twins publicou seu terceiro EP Twins. O EP continha um CD 5 novas músicas, e um VCD, com 2 videoclipes. Desde isto perto do Ano-novo Chinês, o single "Ma Bao 668" foi um single de saudação para o Ano-novo Chinês. Em Maio de 2002, Twins finalmente publicou o seu primeiro álbum de estréia Our Souvenir com 2 discos. O primeiro disco, foi um CD e continha 10 faixas com o single "Er Ren Shi Jie Bei". O segundo disco foi um VCD, com dois videoclipes. O álbum de estréia delas (apenas uma estréia em EP) foi de grande sucesso. Em Agosto de 2002, Twins publicou o seu segundo álbum Amazing Album, o álbum constava com dois discos, o CD com 11 singles, e um DVD com 3 videoclipes. No ano de 2002, Twins teve o seu primeiro concerto, e mais três em 2003 (qual foi realizada Guangzhou). Entre 2001 e 2003, elas receberam um total de 72 prêmios. Até o ano de 2003, elas receberam um grande número de prêmios das quatro maiores organizações de Hong Kong da RTHK, Rádio Comercial de Hong Kong, Metro Radio e a TVB. Em Abril de 2003, elas publicaram seu terceiro álbum, Touch of Love. Este continha dois discos, CD e DVD. Dois meses depois, em Junho de 2003, a segunda versão do álbum que foi publicado com um novo single e o videoclipe "Bian Bian Bian". Esta foi música tema do seu filme The Twins Effect e a música por Twins e Jackie Chan. Com o seu novo aspecto, Twins publicou 1 disco 10 faixas e o quarto álbum chamado Evolution Em Setembro de 2003.

### 2004–2005: Continuação do sucesso com lançamentos em Cantonês, os álbunsSinging in the Twins Wonderlande estréia em Mandarim

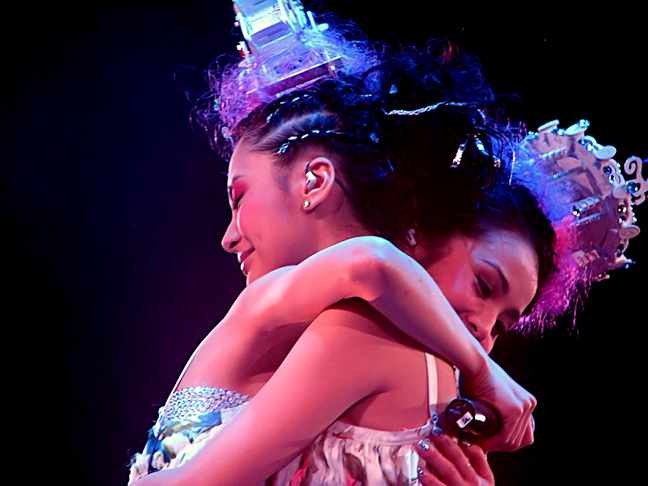
Twins abraçando-se no Twins Concerto de Missing Piece em 2006

Em 2004, Twins tinha publicado 4 volumes dos seus álbuns para crianças  Singing in the Twins Wonderland, qual foi publicado para crianças e continha rimas em inglês e histórias. Em Janeiro dw 2004, Twins lançou o seu quinto álbum Magic, constituído por 11 singles. É chamado Magic para enfatizar o novo estilo musical e o tema do álbum. O álbum de Twins' Girl Power foi o álbum tema olímpico lançado em Junho de 2004. Isto teve um pacote de edição especial. Incluído tinha:
6 míni pôsteres medindo 15" × 20" . Com seis faixas coloridas em volta fo pacote. Incluindo a música tema para Twins Effect II, (Love Is Invincible, sétima faixa). No início de 2005 Twins lançou seu álbum de estréia em Mandarim Trainee Cupid. Em Junho de 2005, um ano depois do seu último álbum Cantopop, Twins lançou o seu sexto álbum de estúdio Samba com os singles "Samba Queen" e "Pink Guitar". Seu sétimo álbum de estúdio The Missing Piece, foi publicado em Dezembro de 2005, depois do seu álbum 36 Stratagems. Elas fizeram um concerto popular com o mesmo nome do álbum "Twins: The Missing Piece".
Em Dezembro de 2005 um rumor mencionando a separação das duas cantoras. No entanto, em Maio de 2006 elas estiveram presentes no MTV Asia Awards na Tailândia. Elas foram nomeadas e venceram o prêmio de Artista Favorito de Hong Kong.

### 2010–presente: Reunião,3650,2 Be Freee #LOL
Dois anos depois da separação, muitas maravilhas que foi dita sobre Twins foi se tornando um mito.  Em Fevereiro de 2010 Charlene Choi falou com a mídia sobre a experiência da carreira a solo. Ela assumiu a sua experiência a descrever o nome do seu single "Two without one" (二缺一). Ela disse que Twins foi um símbolo da sua geração, e aquilo elas não poderiam quebrar.
Na noite de 27 de Fevereiro de 2010 o "concerto do 10º aniversário do EEG" que foi realizado no hotel de luxo The Venetian Macao. Um número de cantores foram presentemente incluídos na EEG e não como representantes da EEG. Mais notáveis incluindo Joey Yung, Nicholas Tse, Leo Ku, Vincy Chan, William Chan, Yumiko Cheng, Anthony Wong e muito mais. Gillian Chung e a Charlene Choi apareceram no palco pela primeira vez em 2 anos para fazer uma pequena apresentação no concerto de aniversário.  They sang (風箏與風), (下一站天后), (女校男生), (飲歌), (戀愛大過天)fe(人人彈起).
Poucos depois no dia 3 de Março, Twins apareceu em público do "Harbour Plaza apôs parar numa Porsche púrpura. Um anuncio público dizia que Twins se reuniriam para realizar "concerto de Twins de 2010 da Nokia em três dias de 16 a 18 de Abril no Coliseu de Hong Kong em Hung Hom. A última vez que elas apresentaram no mesmo palco foi a quatro anos antes.
Em 2011, Twins publicou seu regresso com um álbum em Mandarim 3650. Elas lançaram o álbum, como celebração dos 10 de aniversário desde seu primeiro projecto. O álbum teve muitas versões cover, qual tinha suas fotos (como "Our Souvenir" álbum cover) que foi retomado em 2011. Em Março de 2012, Twins lancou o seu novo álbum de estúdio, intitulado 2 Be Free. O álbum continha um disco com 10 novos singles e um DVD com 3 novos videoclipes.
Depois do seu álbum 2 Be Free ser lançado, Chung e Choi focaram se nas suas carreiras a solo outra vez. Chung lançou dois álbuns de estúdio que são Vernicia Flower (2013) e Wholly Love (2014). Choi também lançou dois álbuns Montage (2012) e Blooming (2013). No entanto, elas reuniram-se em 2015 na Celebração Anual do EEG e na Cerimônia do 15º aniversário do EEG no dia 1 de Fevereiro de 2015 em Beijing, China. Twins atuaram no Coliseu de Hong Kong no último dia de 2015 e no primeiro dia de 2016 até 4 de Janeiro. Sua última apresentação foi mencionado para ser filmado para o seu seguinte concerto em DVD por último 3.5 horas.

## Anúncios
Aparte da sua carreira de cantoras, Twins também esta envolvida em um grande número de anúncio s, de várias Empresas cobrindo todo tipo de produtos que são anunciados com o duo de pop com o primeiro anuncio com a Whisper (護舒寶) em 2000.  No entanto em 2001 e 2005 elas anunciaram mais de 10 produtos por ano. Com empresas grandes incluindo Nokia, Epson, Biore, Coca-Cola, LG e muito maid.
Twins também foram selecionadas para promover varias campanhas sociais em Hong Kong, com atividades no verão para a "Hong Kong Home Affairs Bureau" em Julho 2003.

## Discografia

### Álbuns em Cantonês
- Our Souvenir (2002)
- Amazing Album (2002)
- Touch of Love (2003)
- Evolution (2003)
- Magic (2004)
- Girl Power (2004)
- Samba (2005)
- 36 Stratagems (2005)
- The Missing Piece (2005)
- Ho Hoo Tan (2006)
- Twins Party (2007)
- 2 Be Free (2012)
- LOL Ep1/Ep2 (2015)

### Álbuns em Mandarim
- Trainee Cupid (2005)
- Around the World with 80 Dollars (2006)
- Twins Language (2008)
- 3650 (2011)

## Filmografia
Filmes com participação de Charlene e Gillian:
| Ano  | Título                                 | Papel                                                | Notas                                            |
| ---- | -------------------------------------- | ---------------------------------------------------- | ------------------------------------------------ |
| 2002 | Summer Breeze of Love 這個夏天有異性   | Kammy Chung Lai-san (GIllian), Choi Kei (Charlene)   | Acting debut                                     |
| 2002 | Just One Look 一碌蔗                   | Decimator / Ghost girl (Gillian), Nam (Charlene)     |                                                  |
| 2003 | The Twins Effect 千機變                | Gypsy (Gillian), Helen (Charlene)                    |                                                  |
| 2003 | The Death Curse 古宅心慌慌             | Linda Ting (Gillian), Nancy Ting (Charlene)          |                                                  |
| 2004 | Fantasia 鬼馬狂想曲                    | Irmãs dos Pauzinhos                                  |                                                  |
| 2004 | Protege de la Rose Noire 見習黑玫瑰    | Gillian Lu (Gillian), Sandy (Charlene)               |                                                  |
| 2004 | New Police Story 新警察故事            | Sa Sa (Charlene)                                     |                                                  |
| 2004 | Love on the Rocks 戀情告急             | Mandy (Gillian), Crystal Au-yeung Sum-kit (Charlene) |                                                  |
| 2004 | The Twins Effect II 千機變II之花都大戰 | Blue Bird (Gillian), Spring (Charlene)               | Segundo e o última sequência de The Twins Effect |
| 2004 | 6 AM 大無謂                            | (elas mesmas)                                        | Cameo role                                       |
| 2004 | Kung Fu Soccer 功夫足球                |                                                      | Série de Televisão                               |
| 2005 | House of Fury 精武家庭                 | Natalie Yue (Gillian), Ella (Charlene)               |                                                  |
| 2005 | Bug Me Not! 蟲不知                     | Auntie (Gillian), Sasako (Sasha) (Charlene)          |                                                  |
| 2007 | Twins Mission 雙子神偷                 | Pearl (Gillian), Jade (Charlene)                     | Alternate title Let's Steal Together             |
| 2007 | Naraka 19 地獄第19層                   | Rain (Gillian), Wendy (Charlene)                     | Final movie role                                 |

## Concertos

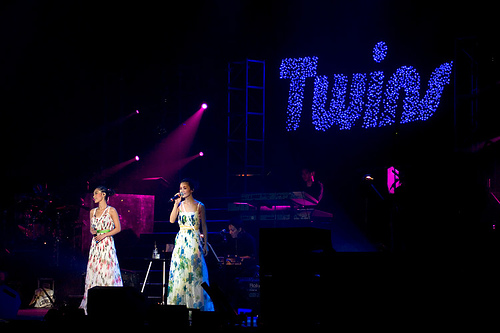
Twins em São Francisco, Estados Unidos, em 15 de setembro de 2007.

- 13–15 de Setembro de 2002 Ichiban Amazing Show (Twins Ichiban 興奮演唱會)
- 18–19 de Janeiro de 2003 Matsunichi Twins Guangzhou Amazing Show (松日Twins廣州興奮演唱會)
- 25 de Junho de 2003 Tou Hao Ren Wu Chang Hao Music Concert (頭號人物唱好音樂會)
- 2 de Agosto de 2003 Netvigator NETCash Pop-up Concert ( 網上行叱吒樂壇Pop-Up音樂會)
- 31 de Dezembro de 2003 – 4 January 2004 Matsunichi Twins 04 Concert (Twins 04 好玩演唱會)
- 3 de Junho de 2005 Starlight Amusement Park Concert (Australia)
- 4–7 de Janeiro de 2006 Twins Star Mobile Incomparable Concert (Twins 星Mobile 一時無兩演唱會)
- 18–19 de Agosto de 2006 Twins Concert in Genting Malaysia
- 15 de Setembro de 2007 Twins in Concert Cow Palace, San Francisco/Daly city[15]
- 18 de Setembro de 2007 Twins Concert in Toronto at Casino Rama (我們相愛6年)
- 22–23 de Setembro de 2007 Twins Sixth Anniversary World Tour 2007 [Atlantic City] (Twins 我們相愛6年 環遊世界[大西洋城]演唱會)
- 16–18 de Abril de 2010 Nokia Twins Everyone Bounce Concert (Nokia 舞樂作動 Twins 人人彈起演唱會)
- 13 de Novembro de 2010 Twins Everyone Bounce Concert Live in Macau (Twins 人人彈起 Concert Live in Macau)
- 31 de Dezembro se 2015- 4 de Janeiro de 2016 Twins #LOL #LiveinHK concert

## Album Fotográfico
- Agosto de 2001 Twins Love the Colorful Travel 112 pages
- Novembro de 2001 Twins 1+1 Photo Album 96 pages
- Agosto de 2003 Twins Love Hong Kong 112 pages
- Dezembro de 2004 Twins Hold Hands Hong Kong 112 pages